# Мегринский район
Мегринский район — административно-территориальная единица в составе Армянской ССР и Армении, существовавшая в 1930—1995 годах. Центр — Мегри.

## История
Мегринский район был образован в 1930 году. 
В июне 1953 года район был упразднён, но уже в сентябре того же года восстановлен. Упразднён законом об административно-территориальном делении Республики Армения от 7 ноября 1995 года.

## География
На 1 января 1948 года территория района составляла 664 км². 

## Административное деление
По данным 1948 года район включал 13 сельсоветов: Алдаринский, Ваграварский, Ванкский, Варданадзорский, Карчеванский, Курисский, Легвазский, Личкский, Магринский, Нор-Аревикский, Нювадинский, Таштунский, Шванидзорский.